# Thrissur (district)
Thrissur is een district van de Indiase staat Kerala. Het district telt 2.975.440 inwoners (2001) en heeft een oppervlakte van 3032 km². Het is een agrarisch en stedelijk gebied met een naar verhouding grote kuststrook.

## Geschiedenis
Het district Thrissur is een agrarisch district rond de stad Thrissur. De stad is van oudsher een centrum voor werk, cultuur en onderwijs. Het was de hoofdstad van het Koninkrijk van Cochin dat tussen Malabar in het noorden en Travancore in het zuiden lag. Na het begin van de onafhankelijkheid van India ging het met Travancore en Malabar verder als de Malayalam sprekende uniestaat Kerala. Rond de 65% van de inwoners van het district woont in een stedelijke omgeving. Het district is de vestigingsplaats van de Kerala University of Health Sciences en de Kerala Agricultural University. Vanaf 2015 is ook het St. Thomas College in Thrissur als onafhankelijke universiteit verdergegaan.

## Waterhuishouding en landbouw
Thrissur ligt in het stroomgebied van de rivieren de Periyar, de Chalakudy, de Karuvannur, en de Kurumali. De rivieren ontspringen in de hoger gelegen gebieden van de West-Ghats en monden uit aan de kust van Thrissur in de Indische Oceaan. De strandwal langs de kust is een barrière tussen zee en het land erachter, het gebied dat Kole heet. Het is een nat gebied tussen de stad Thrissur en de kust en wordt gebruikt voor rijstteelt van december tot mei. Het staat onder water van juni tot november, de moessontijd. De regenval in Thrissur is ongeveer 3 meter per jaar. Het totale oppervlak van het Kole gebied is ongeveer 13.500 hectare. Een deel ligt in het district Malappuram. Behalve rijst worden in Thrissur ook kokosnoot, betelnoot, peper, banaan en groenten verbouwd.

Thanikkamunnayam bij Nedupuzha, uitzicht naar het westen over de Kole tijdens de moessontijd ...

... en uitzicht naar het oosten vanuit hetzelfde punt